# Zoomlion
Zoomlion ist ein chinesischer Hersteller von Baumaschinen und anderen Nutzfahrzeugen. Die Produktpalette des Konzerns umfasst Auto- und Turmkrane, Bagger, Planierraupen, Hebebühnen, Flurförderzeuge und Produkte für die Betonverarbeitung. Hierzu zählen Fahrmischer, Betonpumpen und Mischanlagen. Weiterhin werden Landmaschinen wie Traktoren und Mähdrescher sowie Feuerwehrfahrzeuge produziert.

## Geschichte
Zoomlion wurde 1992 gegründet und ist einer der größten Baumaschinenhersteller der Volksrepublik China. Im Jahr 2014 übernahm Zoomlion den Neuenburger Hersteller von Maschinen und Anlagen für die Trockenmörtelindustrie m-tec mathis technik gmbh sowie 2018 den deutschen Kranhersteller Wilbert TowerCranes aus Waldlaubersheim. In den Jahren 2008 und 2014 akquirierte Zoomlion den italienischen Betonpumpenhersteller CIFA und den niederländischen Kranaufzug-Produzenten Raxtar. 2020 wurde der insolvente deutsche Hersteller von landwirtschaftlichen Bodenbearbeitungsgeräten Rabe Agri übernommen.

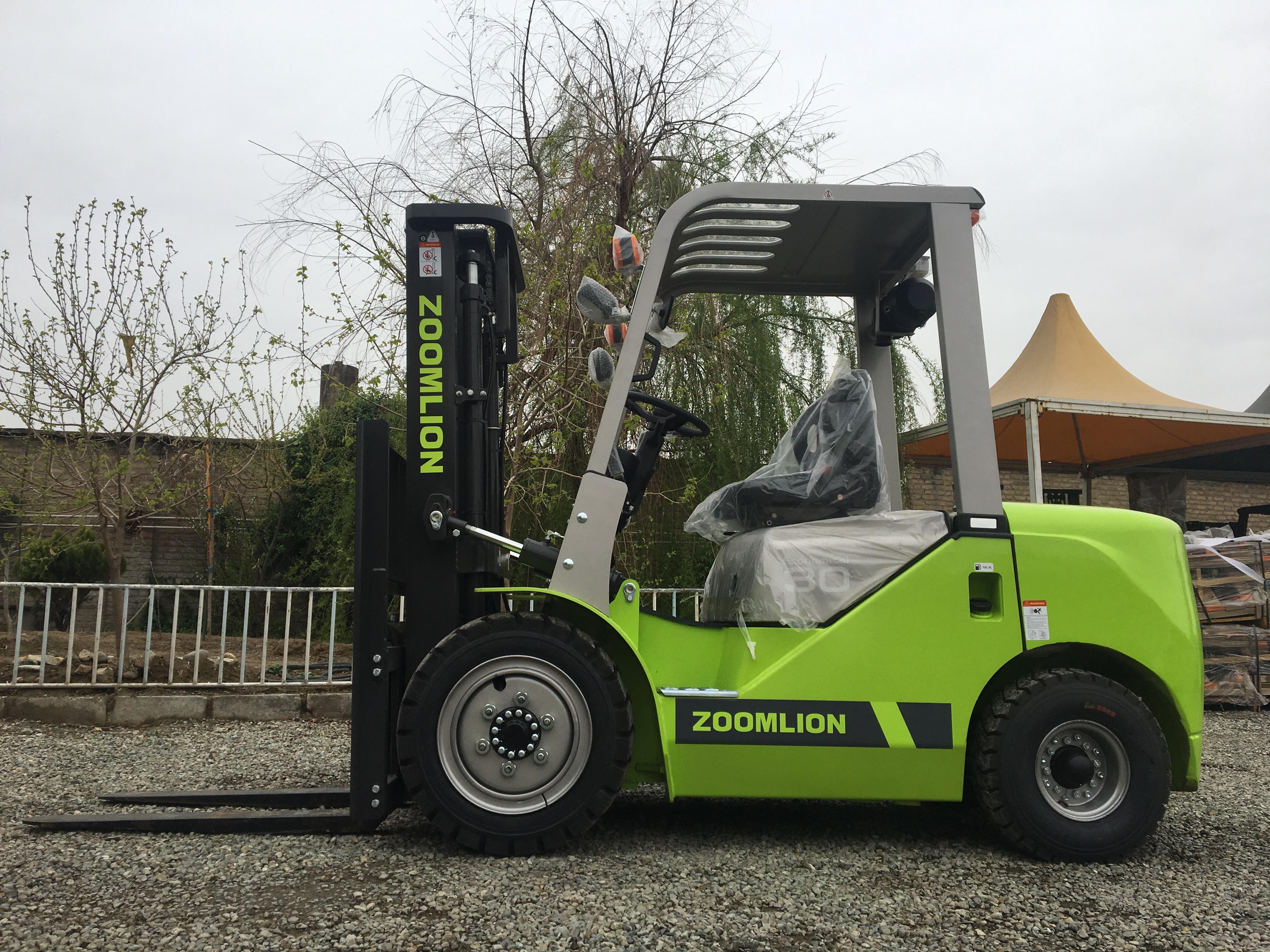
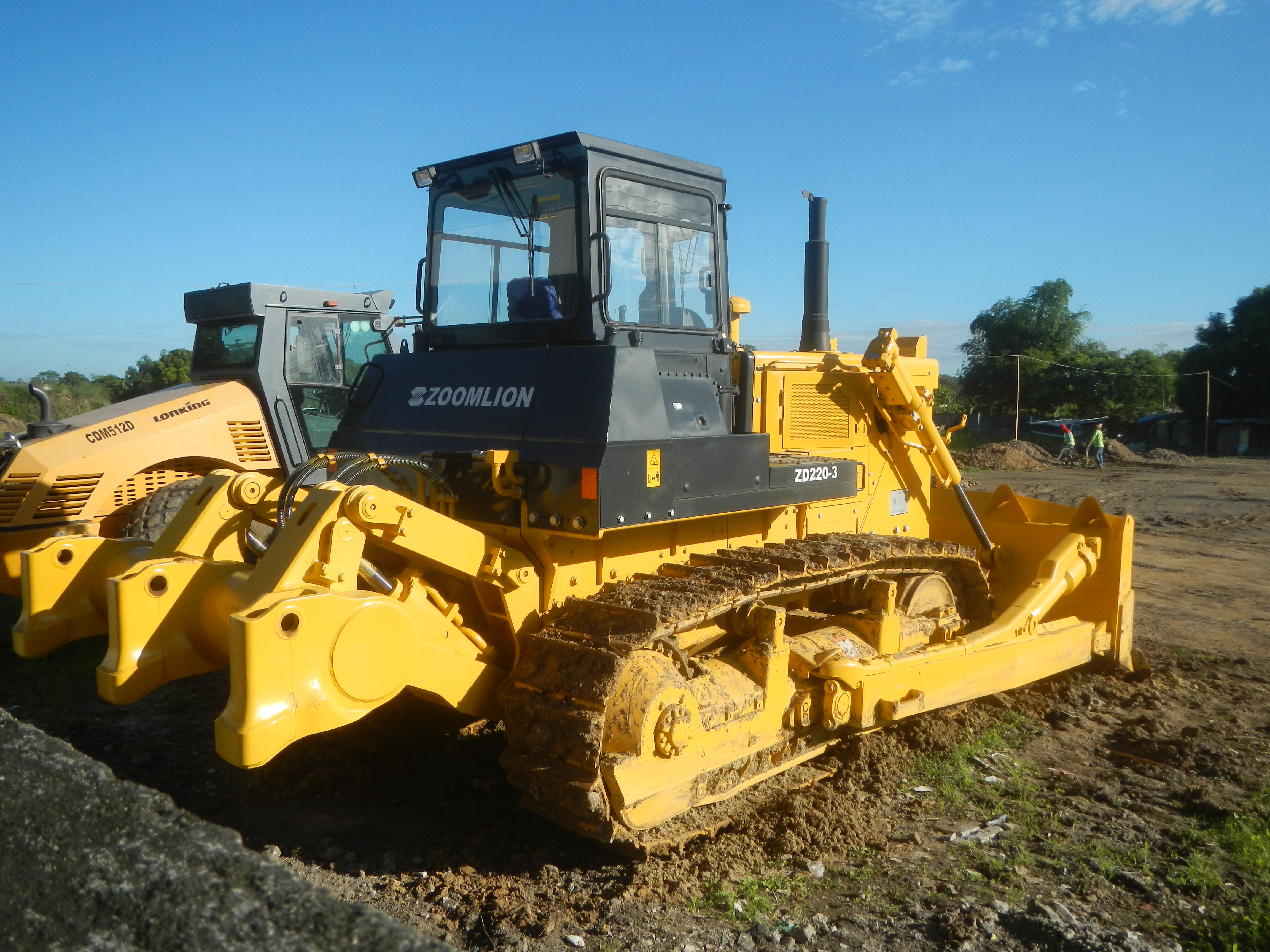
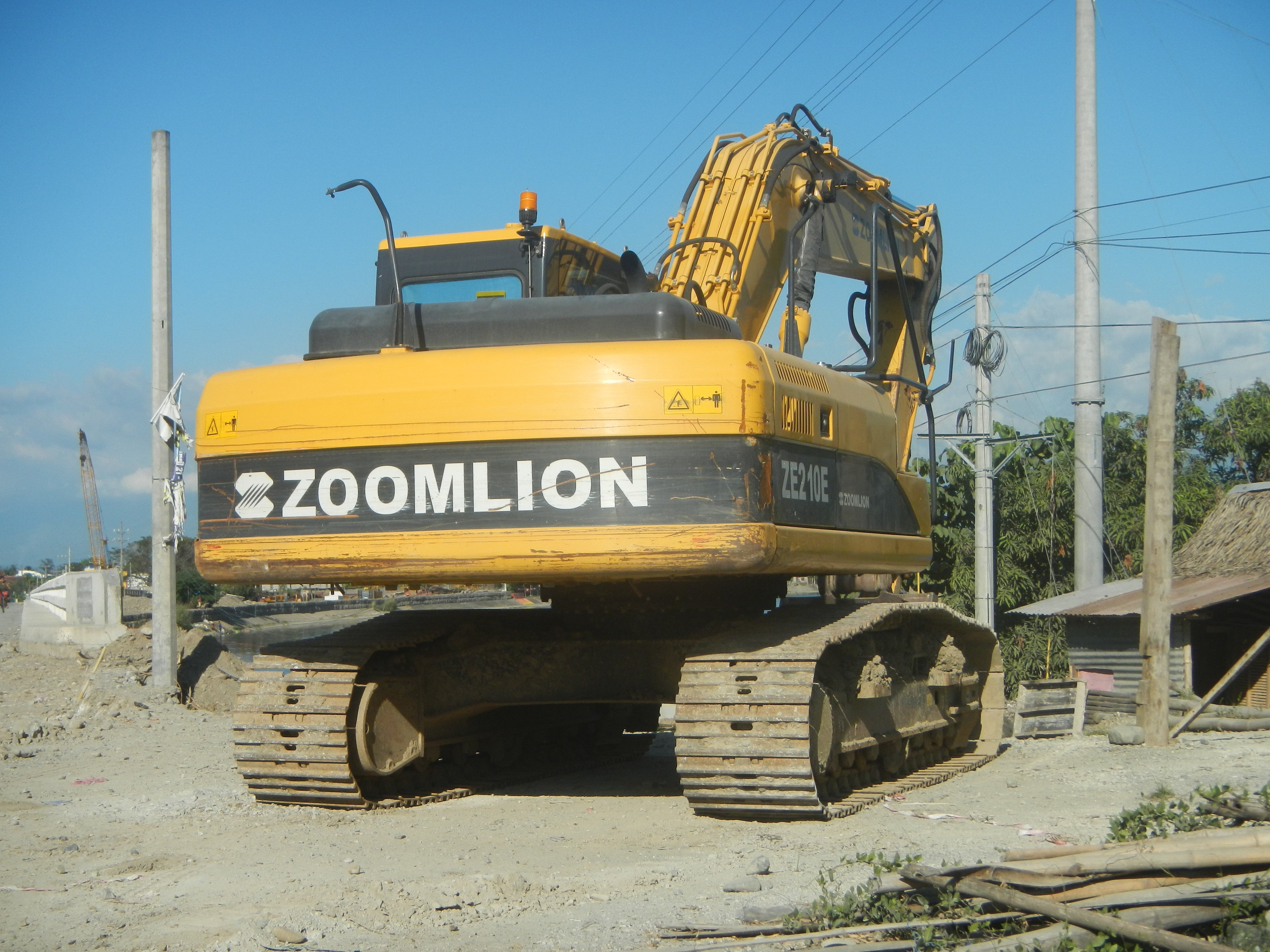
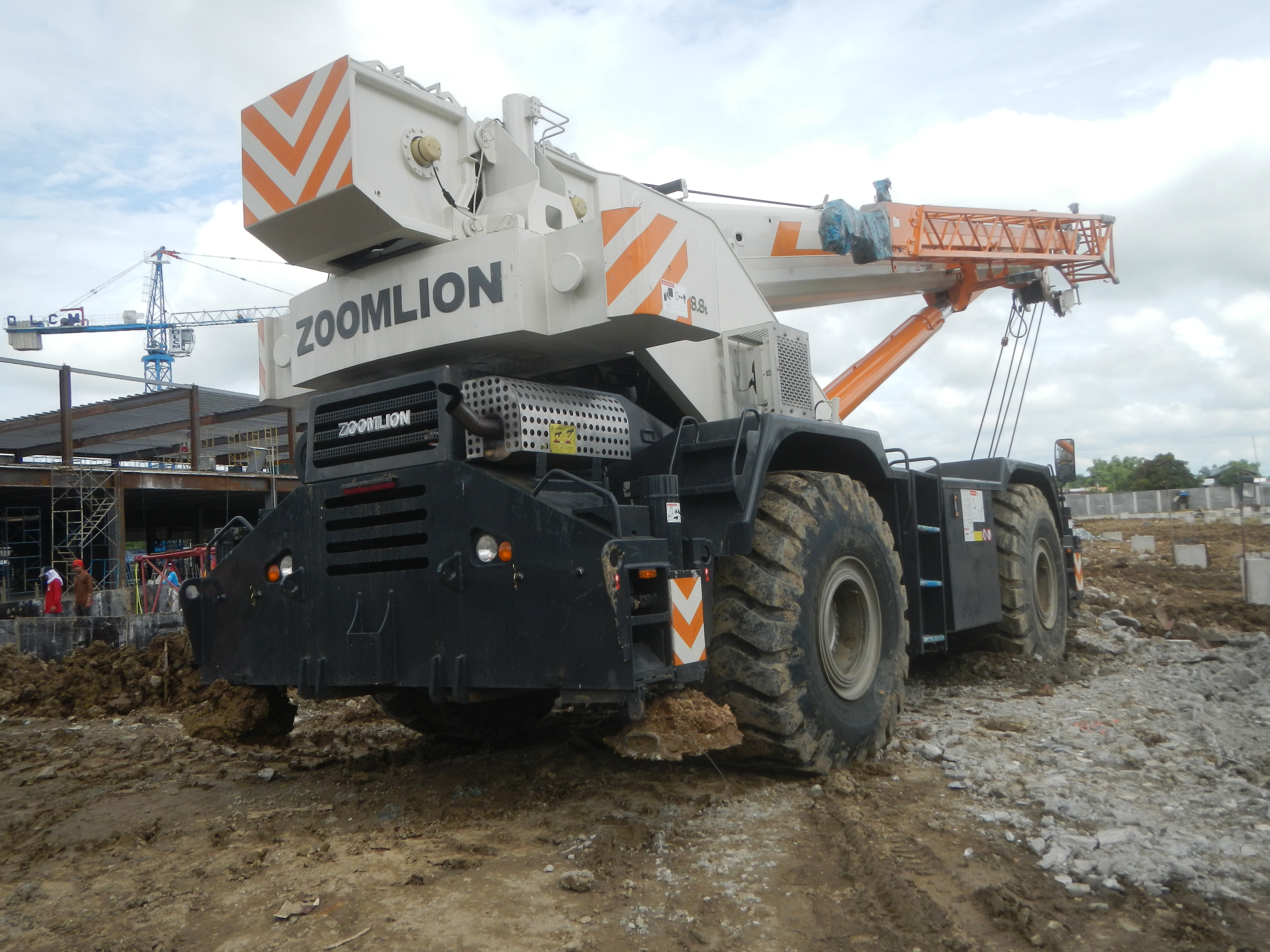